# Quartier Notre-Dame-des-Champs
Pour les articles homonymes, voir Notre-Dame-des-Champs et Quartier Notre-Dame (Paris).

Les quartiers du 6e arrondissement.

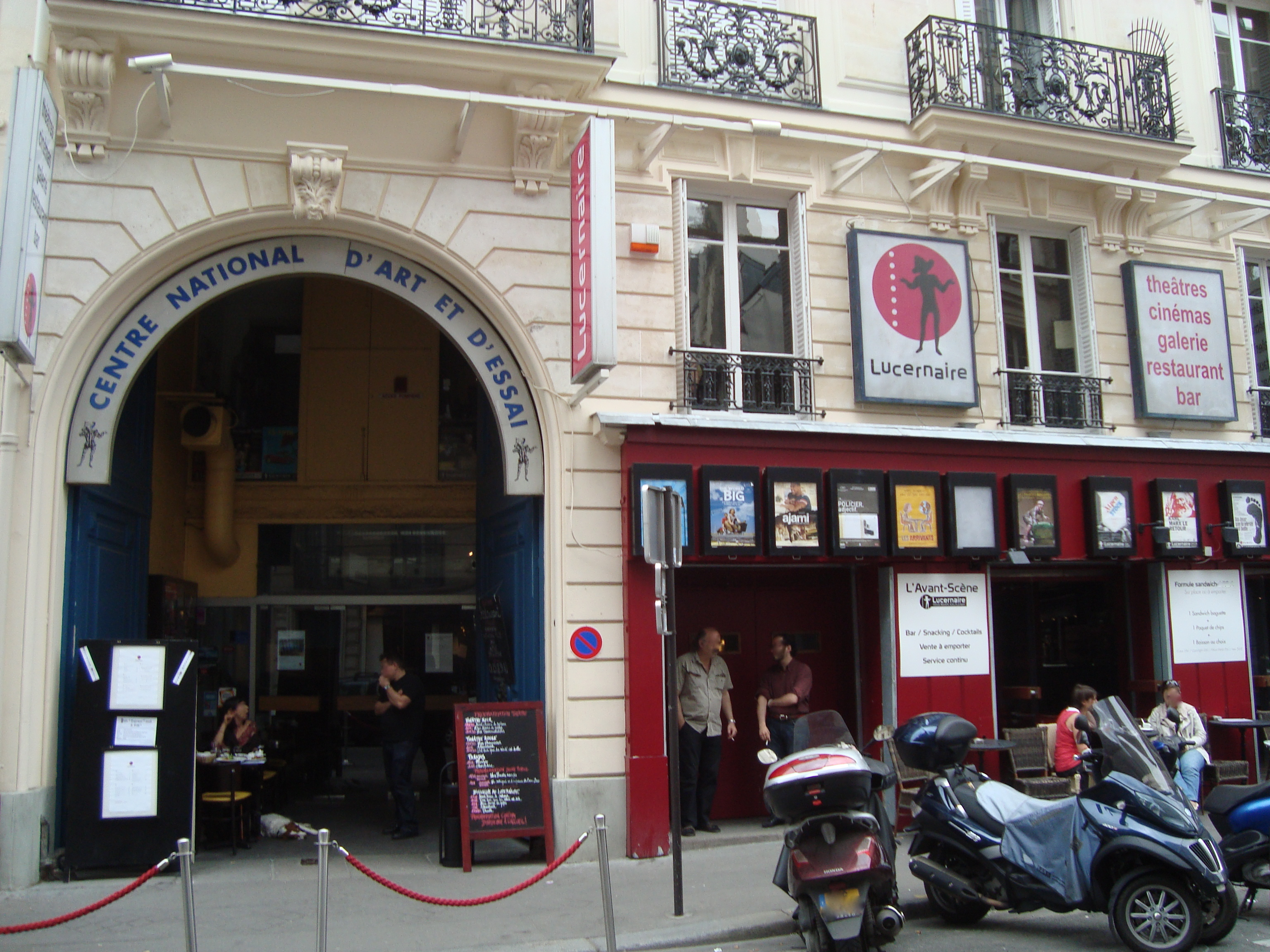
Le théâtre du Lucernaire, au cœur du quartier Notre-Dame-des-Champs.

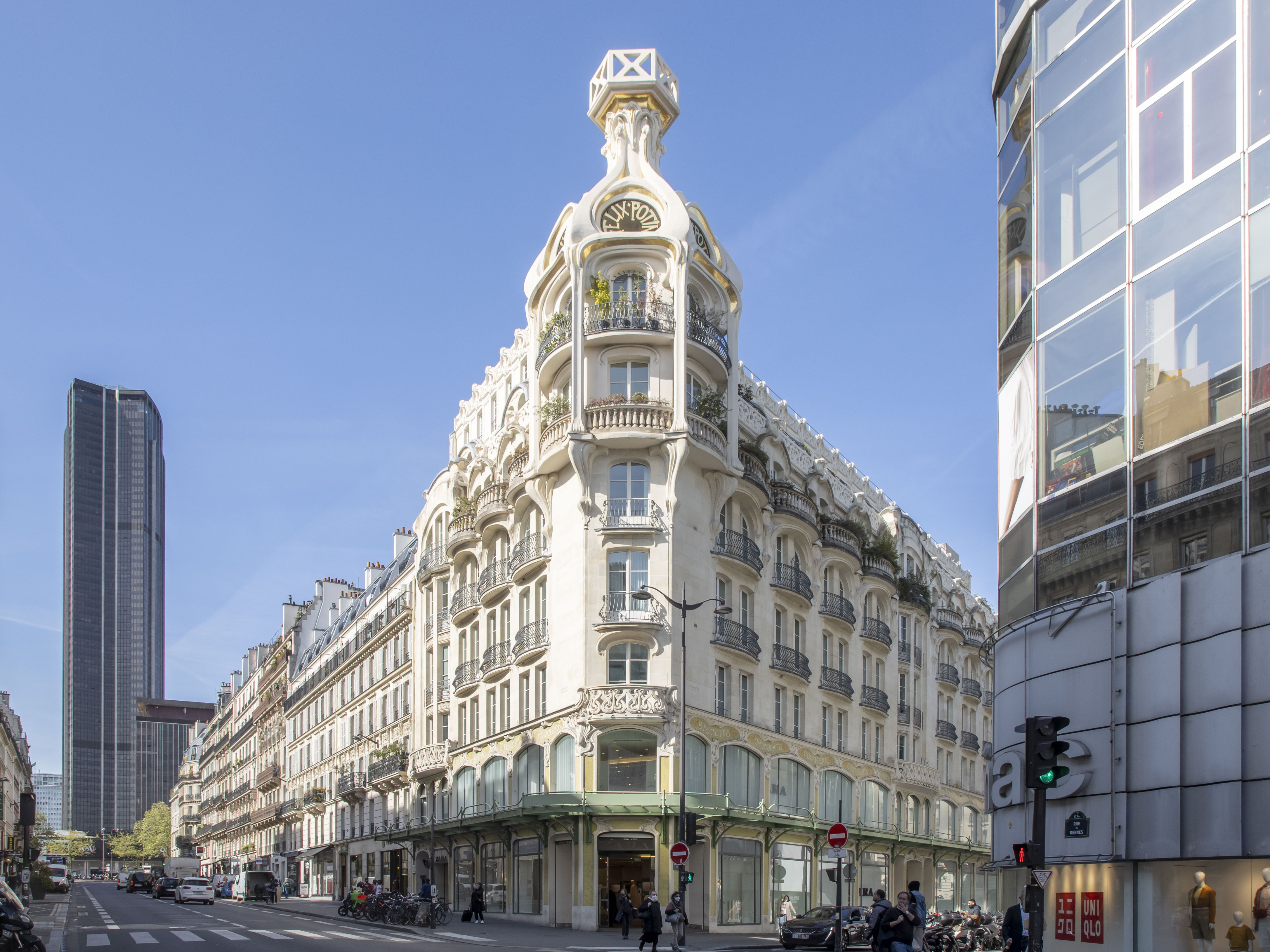
L'ancien magasin Félix Potin, rue de Rennes.

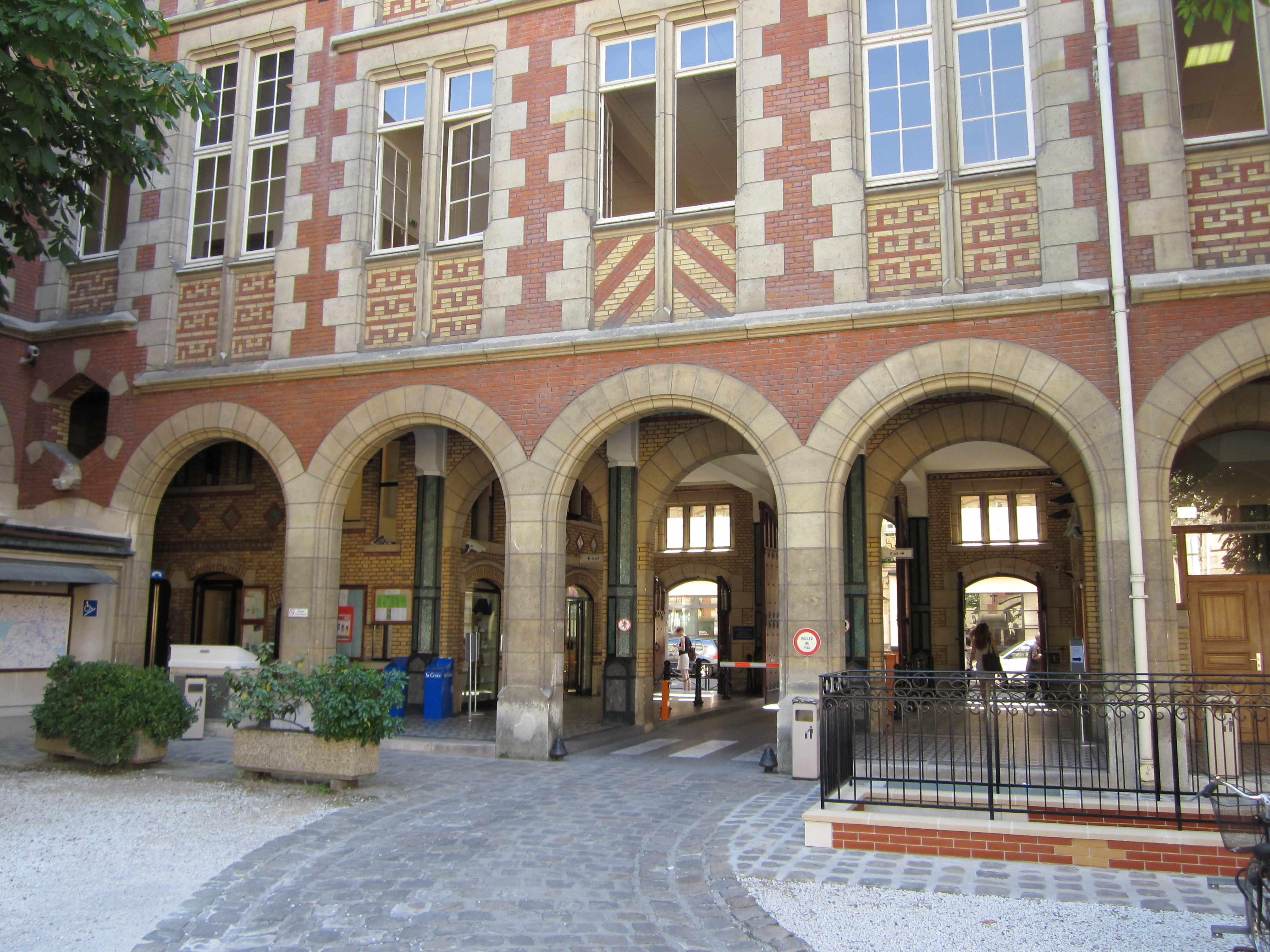
La cour de l'Institut catholique de Paris.

Le quartier Notre-Dame-des-Champs est le 23e quartier administratif de Paris situé dans le 6e arrondissement.

## Description
Il tire son nom de la rue Notre-Dame-des-Champs, dont le tracé fort ancien va de la rue de Rennes, près de la station Saint-Placide, à Port-Royal où elle rejoint l'extrémité sud du boulevard Saint-Michel. Ses habitants abrègent parfois le nom du quartier par le sigle « NDDC »[réf. nécessaire].
Ce quartier forme la partie méridionale du 6e arrondissement, délimité par le tracé des rues suivantes :
- le boulevard du Montparnasse, au sud,
- la rue de Sèvres, à l'ouest et au nord,
- la rue Bonaparte et la rue d'Assas à l'est.

Il est ainsi environné par le quartier du Val-de-Grâce dans le 5e arrondissement à l'est, par le quartier du Montparnasse dans le 14e arrondissement au sud-est, par le quartier Saint-Thomas-d'Aquin dans le 7e arrondissement à l'ouest, et par le quartier Necker dans 15e arrondissement au sud-ouest. Ainsi que, au nord, par le quartier Saint-Germain-des-Prés et le quartier de l'Odéon où se trouvent la mairie et le jardin du Luxembourg.
En vertu de la loi du 27 février 2002 relative à la démocratie de proximité, dite loi Vaillant, 121 conseils de quartier ont été instaurés pour l'ensemble des 80 quartiers administratifs de la ville de Paris. Le quartier Notre-Dame-des-Champs est doté de trois conseils de quartiers :
- conseil de Notre-Dame-des-Champs (couvre aussi la partie sud du quartier de l'Odéon) ;
- conseil Saint-Placide ;
- conseil Rennes.

À partir de 2012, le quartier est électoralement rattaché à la 11e circonscription de Paris.

## Principaux édifices

### Hôtels particuliers
- Hôtel de Beaune
- Hôtel de Chambon
- Hôtel de Choiseul-Praslin
- Hôtel du docteur Coste (42, rue du Cherche-Midi)
- Hôtel de Marsilly (18, rue du Cherche-Midi)
- Hôtel de Montmorency-Bours (89, rue du Cherche-Midi)
- Hôtel de Rochambeau
- Hôtel de Rothembourg (5, rue du Regard et 68, boulevard Raspail)
- Hôtel de Turenne (25, boulevard du Montparnasse)

### Enseignement
- Académie de la Grande Chaumière (arts plastiques)
- Alliance française Paris Île-de-France
- American Graduate School in Paris
- Centre Sèvres
- Collège et lycée Notre-Dame-de-Sion
- Collège et lycée Stanislas
- École alsacienne
- École des hautes études en sciences sociales
- Institut catholique de Paris, qui abrite le Musée Bible et Terre Sainte
- Institut Sainte-Geneviève
- Institut supérieur d'électronique de Paris
- Université Paris II Panthéon-Assas (droit)

### Vie religieuse
- Église Notre-Dame-des-Champs, accolée au square Ozanam
- Église Saint-Ignace
- Église Saint-Joseph-des-Carmes et Séminaire des Carmes
- Chapelle Saint-Vincent-de-Paul
- Plusieurs couvents (congrégations féminines).

### Tourisme et culture
- Hôtel Lutetia
- Piscine Lutetia
- Musée Hébert
- Musée Zadkine
- Théâtre du Vieux-Colombier
- Théâtre de Poche Montparnasse
- Théâtre et cinéma du Lucernaire
- Cinéma Bretagne
- L'Arlequin
- MK2 Parnasse
- Hommage au capitaine Dreyfus
- Monument à Balzac
- Le Centaure

### Restaurants
- Le Select
- La Rotonde
- La Closerie des Lilas

## Diplomatie
- Ambassade de la République du Bénin en France
- Ambassade de la République du Mali en France
- Ambassade de la République socialiste du Vietnam en France